# Ses Feixes
Ses Feixes son una planicie aluvial arcillosa situada en la isla española de Ibiza, en la parte norte del municipio de la ciudad de Ibiza.
Esta zona húmeda representa una importante área de invernada y lugar de descanso para muchas aves migratorias y constituye, a su vez, un refugio clave para la vida silvestre: los humedales sustentan una gran variedad de fauna y flora e incluyen variedades poco comunes de murciélagos, reptiles, y más de 140 especies de aves. Su principal importancia radica en que humedales como estos están desapareciendo rápidamente en la región mediterránea.
Los humedales de Ses Feixes están clasificados como Bien de Interés Cultural desde el año 2006 y en noviembre de 2009 la Unesco informó que las zonas de Ses Feixes de Prat de Vila y de Prat de Ses Monges debían ser incluidas como Patrimonio de la Humanidad, ya que tienen gran valor al ser un ejemplo del ingenioso sistema almorávide de cultivo de la tierra, a la par que tienen relación directa con la proliferación y conservación de los prados marinos de posidonia presentes en la zona; sobre Ses Feixes existía una seria amenaza de degradación y abandono, por la construcción masiva de edificios en toda la costa norte de la bahía de Ibiza y la existencia de una carretera que cortaba algunas de las salidas de agua del humedal. Fueron inscritas dentro del conjunto Ibiza, biodiversidad y cultura y designadas como cinturón verde por las autoridades locales competentes.

## Historia
Los almorávides, en su etapa de invasión de la península ibérica incorporaron las Islas Baleares bajo su mandato como taifa de Mallorca e introdujeron en Ses Feixes su experiencia y conocimiento para convertir la tierra seca en tierra agrícola fértil. Construyeron una complicada red de cisternas, depósitos, norias, compuertas y canales de riego, que transformaron el humedal original en tierra muy productiva y a su vez aportaron suministro de agua a extensiones de tierra más seca transformándolas también en tierra fértil, que fueron cultivada hasta finales de 1950.
El sistema de regadío de los almorávides se basaba en la capilaridad. Construían canales de una anchura de entre metro y medio y tres metros, delimitando el terreno en pequeñas parcelas, las feixes. Los canales más largos estaban comunicados, cada pocos metros, por otros canales subterráneos por los que circulaba el agua, las fibles. En la zona superior de las fibles se colocaba material poroso, habitualmente ramas de pinos, que dejaba pasar el agua. Así, utilizando compuertas se regulaba el nivel de agua en los canales y, a su vez, por capilaridad, el de las feixes.

## Galería

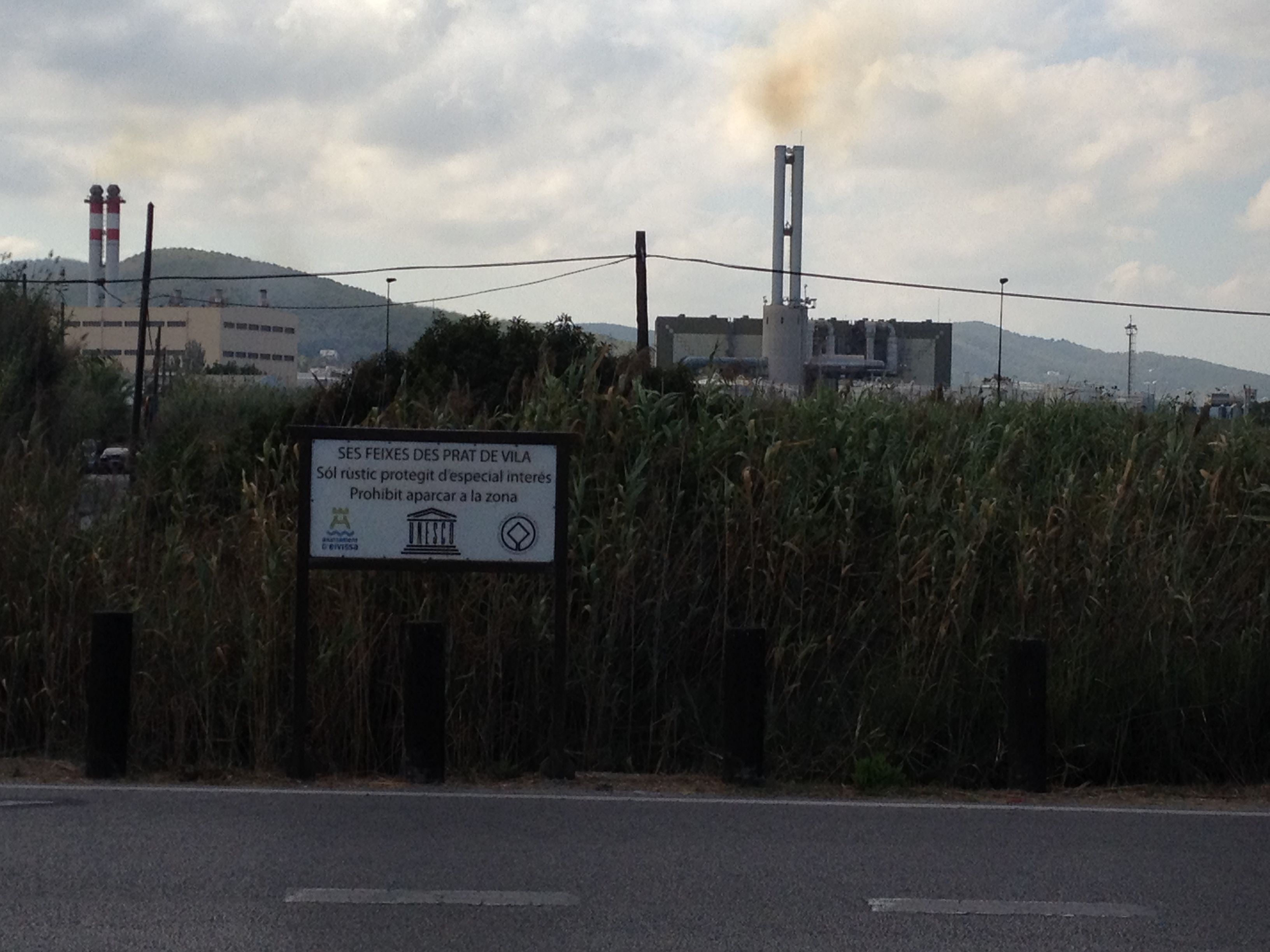
Ses Feixes Des Prat De Vila
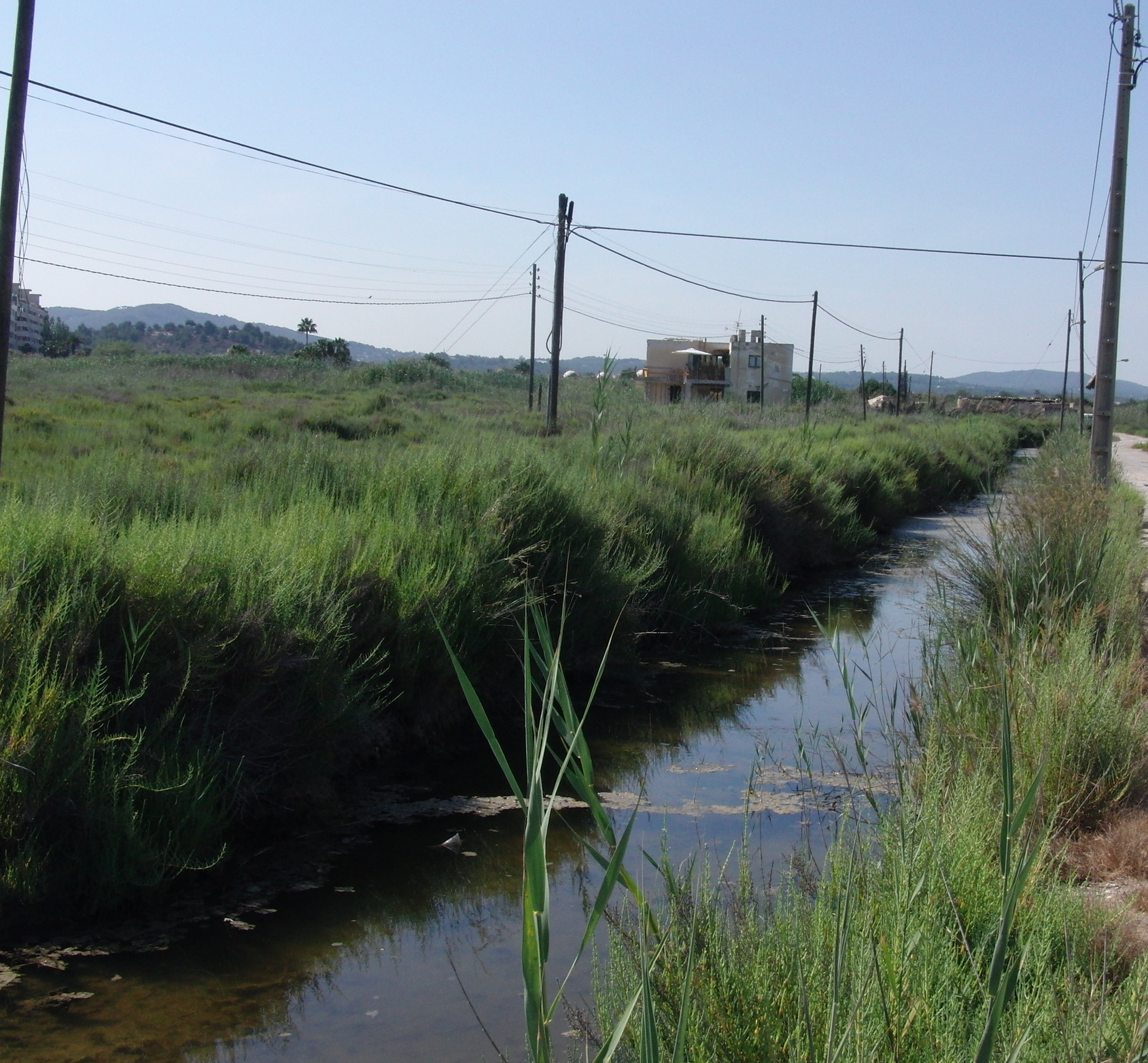
Ses Feixes Prat De Ses Monges (Talamanca)
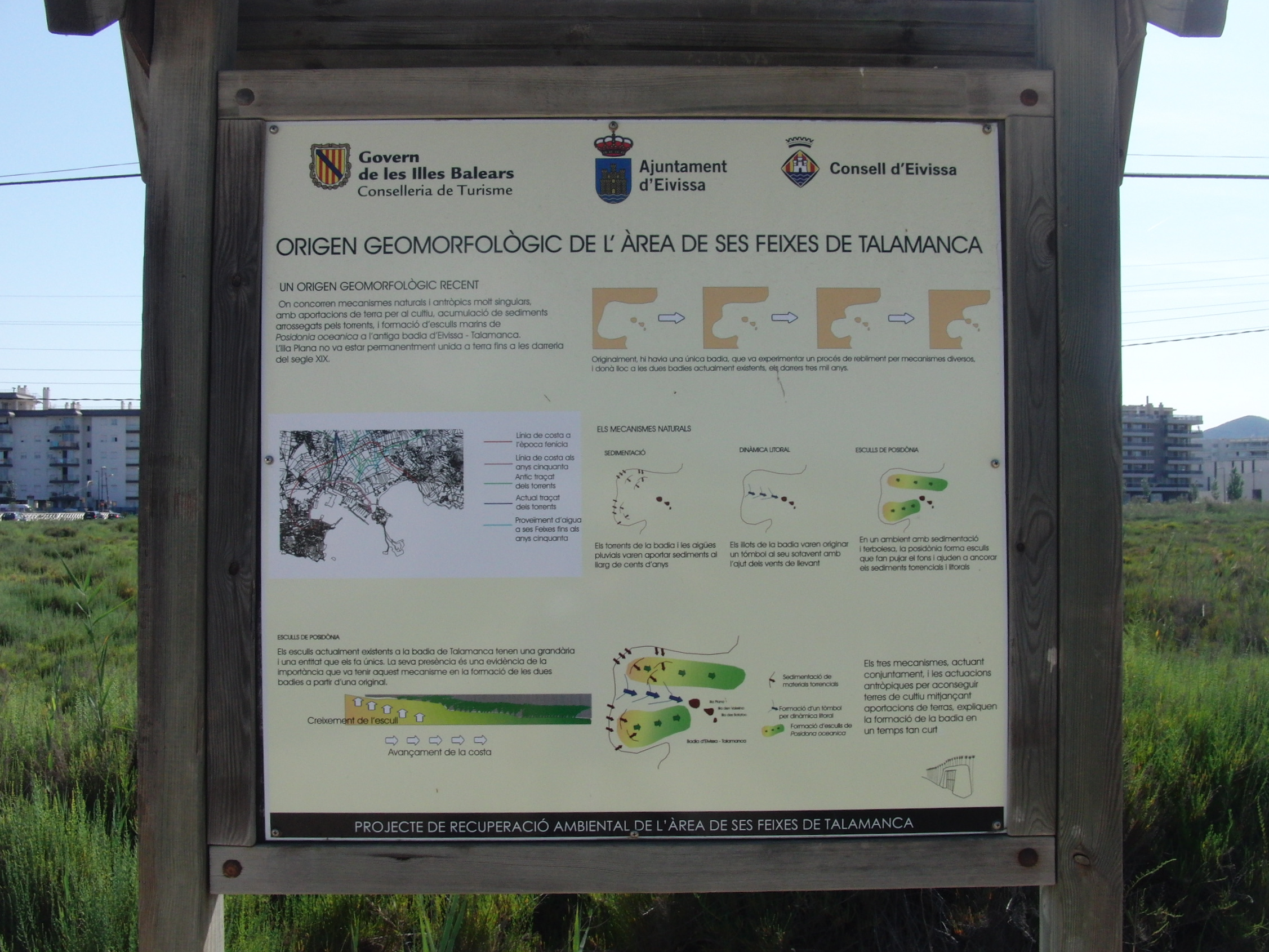
Explicacion De Ses Feixes
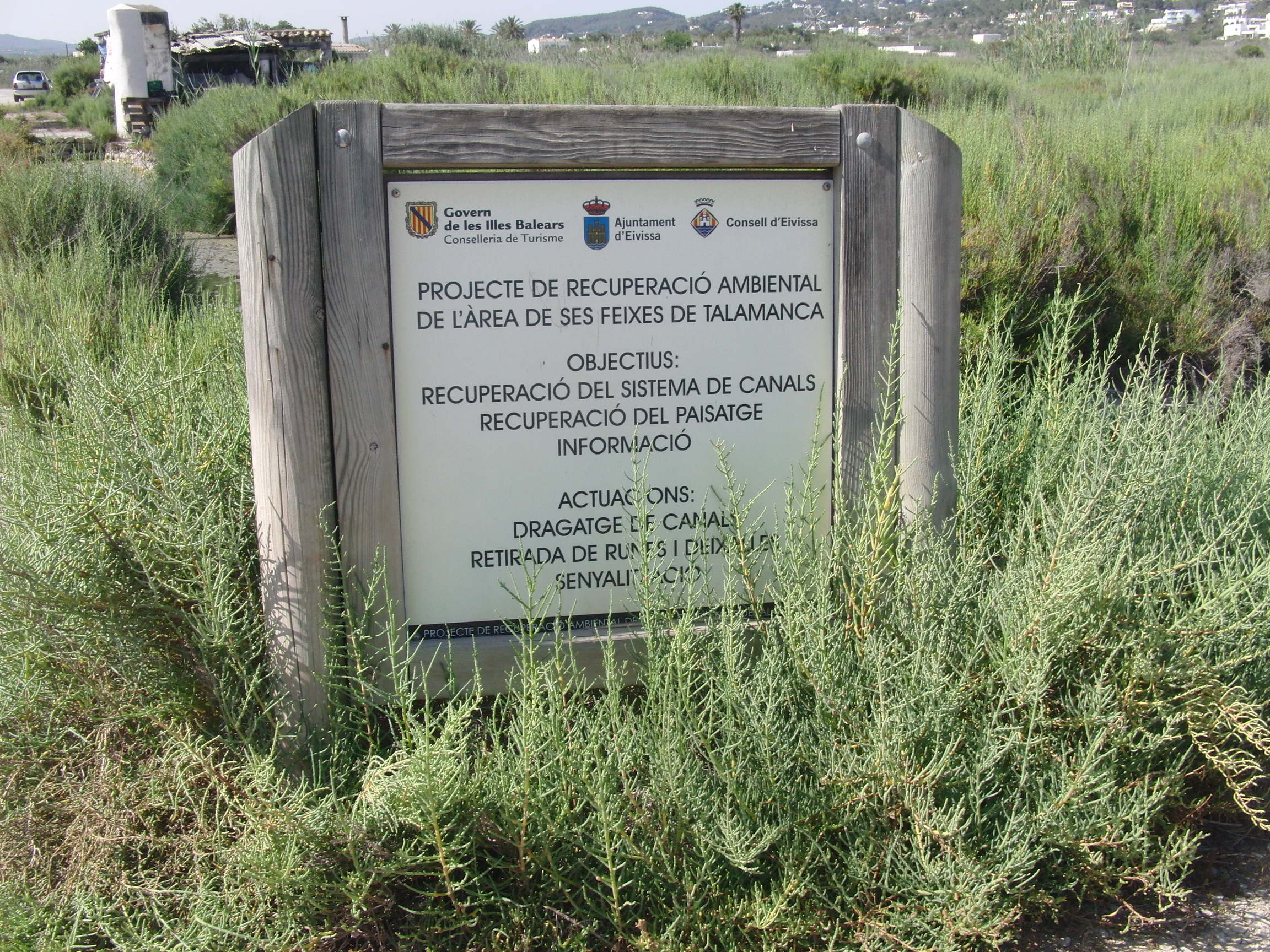
Ses Feixes, Patrimonio Cultural
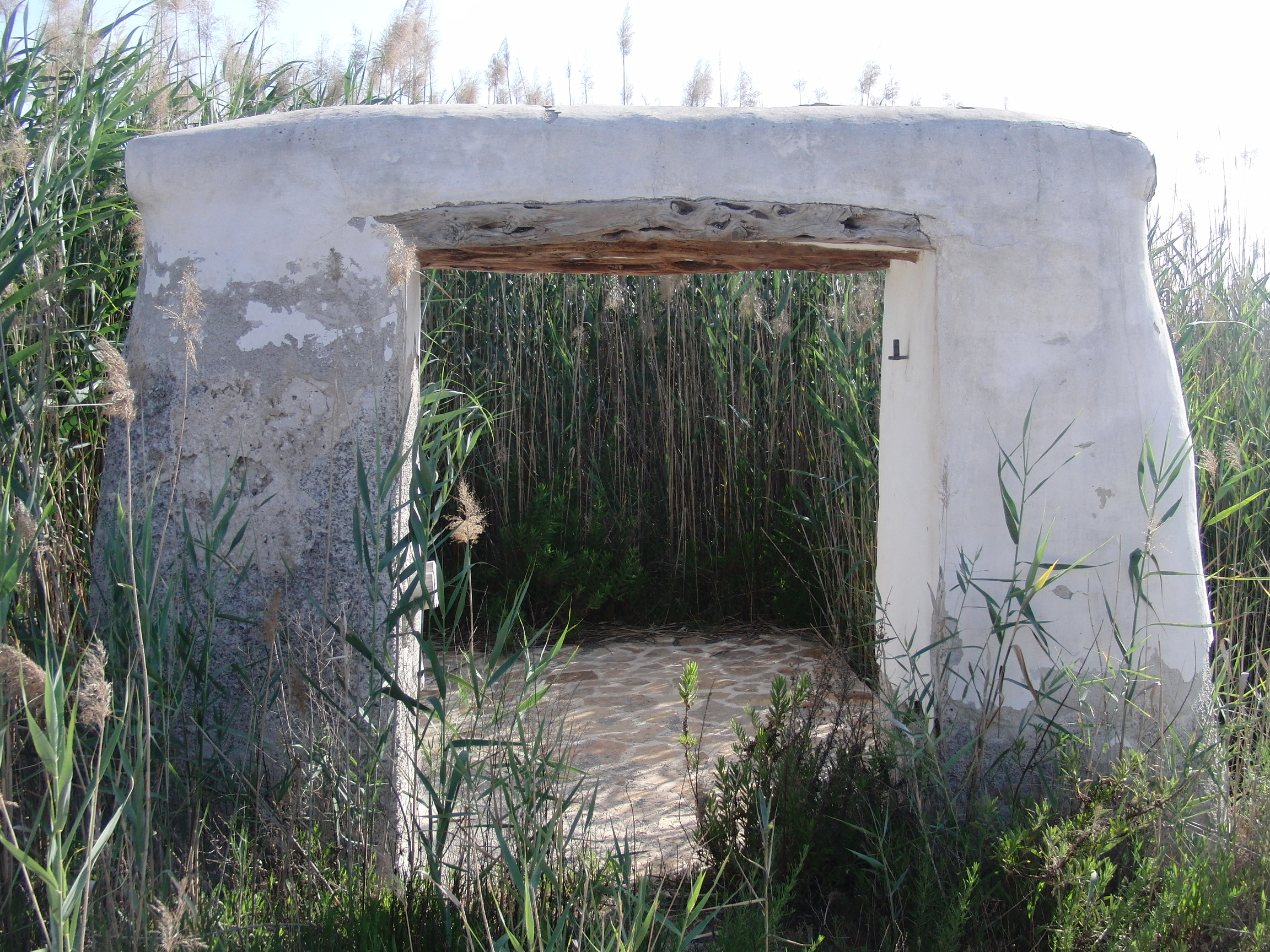
Portal antiguo de una Feixa